# Kyushu Electric Power
Kyūshū Electric Power Company (九州電力株式会社 Kyūshū Denryoku) er et japansk elselskab, der producerer og distribuerer elektricitet til 8 præfekturer. (Fukuoka-præfekturet, Nagasaki-præfekturet, Ōita-præfekturet, Saga-præfekturet, Miyazaki-præfekturet, Kumamoto-præfekturet, Kagoshima-præfekturet og dele af Hiroshima-præfekturet).
Kyushu Electric Power blev etableret 1. maj 1951.